# Pascual Pla y Beltrán
Pascual José Pla y Beltrán (Ibi, 11 de novembre de 1908 - Caracas, 24 de febrer de 1961) va ser un poeta valencià en llengua castellana.

## Biografia
D'origen humil i sense formació escolar, en la infància va ser pastor d'ovelles. El 1919 es traslladà amb la seua familia a Alcoi, on va treballar en diversos oficis, i en la indústria tèxtil manejant una filadora mecànica, tasca que li va provocar la deformitat de la columna vertebral de per vida.
Encara analfabet, el 1928 va anar a València, on va trobar l'ambient cultural i intel·lectual necessari per a la seua formació d'autodidacte. Allí va començar, quan ja tenia més de vint anys, a assistir en un col·legi a classes nocturnes, i es va donar a conéixer amb breus poemes en publicacions locals. L'any següent d'arribar a València donà a la impremta el seu primer llibre, La cruz de los crisantemos, que va ser ben rebut en els cercles literaris de la ciutat. Animat per aquest èxit, va emprendre el llançament d'una revista literària, Murta, junt amb Ramón Descalzo i Rafael Duyos, per a la qual van aconseguir col·laboracions d'escriptors de la talla de Luis Cernuda, Pedro Garfias, Max Aub i Vicente Aleixandre.
En proclamar-se la Segona República, es va afiliar al Partit Comunista, i es va integrar en la Unió d'Escriptors i Artistes Proletaris. Durant el període republicà va desenvolupar una intensa labor poètica molt compromesa contra la repressió dels moviments de l'esquerra proletària. El 1936, en un viatge a Madrid amb José Bergamín, va conéixer Miguel Hernández, l'altre «poeta social» del moment, amb la trajectòria vital i ideològica del qual té alguns paral·lelismes la de Pla y Beltrán.
Quan es va declarar la Guerra Civil, es va incrementar la seua vinculació amb els intel·lectuals antifeixistes, i va col·laborar en publicacions com ara El Mono Azul, Nueva Cultura i Hora de España, entre d'altres. Participà activament en el II Congrés Internacional d'Escriptors per a Defensa de la Cultura celebrat a València el 1937, convocat per l'Aliança Internacional d'Intel·lectuals Antifeixistes. Allí conegué i feu amistat amb Nicolás Guillén, Josep Renau, Vicente Huidobro, Pablo Neruda i Bertolt Brecht, i disputà amb Fernando de los Ríos sobre el paper de la Unió Soviètica en la formació de l'esquerra, poc després d'haver fet un viatge per França, Suècia, Dinamarca, Finlàndia i la URSS, arran del qual havia publicat el poema «Salud, Moscú» en lloança del règim soviètic.
Al final de la guerra, va ser detingut i confinat pels franquistes en el camp de concentració d'Albatera. Condemnat a mort, li va ser commutada la pena i va eixir de la presó el 1946. Va romandre a Espanya fins al 1955, i en aquest temps publicà obres que circularen clandestinament, amb el pseudònim Pablo Herrera. Finalment va poder eixir d'Espanya, se n'anà a Santo Domingo, i des d'allí poc després a Veneçuela, on va treballar en la Biblioteca Nacional de Caracas fins als seus darrers dies.

## Obres
- La cruz de los crisantemos. Alcoi, 1929.
- Huso de eternidad. Alcoi: Renovación, 1930.
- Narja. Poemas proletarios. València: Pascual Quiles, 1932.
- Epopeyas de sangre. 7 poemas revolucionarios. València: UEAP, 1933.
- Hogueras en el sur. Poemas campesinos. València: UEAP, 1935.
- Voz de la tierra. Poema en rebelión. València, 1935.
- Camarada. Poema del amor y de la angustia. València: UEAP, 1935.
- Poesía revolucionaria (Antología: 1932-1936). València: Nueva Cultura, 1936.
- Poesía (amb el pseudònim Pablo Herrera). València: Cosmos, 1947.
- Cuando mi tío me enseñaba a volar (contes). València: Cosmos, 1948.
- Poesía completa (ed. Manuel Aznar Soler). València: Alfons el Magnànim, 2009. ISBN 9788478225422